# Peter Wadding
Pour les articles homonymes, voir Wadding.
Peter Wadding (Waterford, 1581 - Graz, 13 septembre 1644) est un jésuite d'origine irlandaise, issu de la grande famille des Wadding de Waterford, qui a donné un grand nombre d'émigrés brillants.

## Biographie
Peter Wadding entre dans la Compagnie de Jésus au noviciat de Tournai en 1601. Il enseigne la philosophie et la théologie successivement au collège de Louvain et de Prague, où il devient une figure très influente de l'émigration irlandais. Il y est notamment nommé chancelier de l'Université, tenue par les jésuites (1629-41). Il est ensuite nommé professeur de droit canon à l'Université de Graz (1641), où il meurt peu après. Il a certainement composé un cours de philosophie manuscrit, apparemment perdu.

## Œuvres
- Tractatus de Incarnatione, Anvers, Martinus Nutius, 1636.